# Murcia angustata
Murcia angustata är en kvalsterart som först beskrevs av Mihelcic 1957.  Murcia angustata ingår i släktet Murcia och familjen Ceratozetidae. Inga underarter finns listade i Catalogue of Life.